# Paul Bender
Pour les articles homonymes, voir Bender.
Paul Bender, né le 28 juillet 1875 à Driedorf, dans le Westerwald, et mort le 25 novembre 1947 à Munich est un chanteur d'opéra allemand (basse).

## Biographie
Fils d'un pasteur protestant, Paul Bender commence sa formation vocale parallèlement à ses études de médecine à Berlin. Ses professeurs de musique sont Luise Ress et Baptist Hoffmann. En 1900, il fait ses débuts sur scène à l'Opéra de Breslau. En 1903, il est engagé à l'opéra de Cour de Munich. Il s'y produira jusqu'à la fin de sa carrière, montant sur scène plus de 2 000 fois.
A Munich, Paul Bender interprète les grands rôles de basse et quelques-uns de baryton héroïque. Son répertoire comprend un total de pas moins de 118 rôles. Il participe à de nombreuses premières mondiales, par exemple, Le donne curiose en 1903 et I quattro Rusteghi en 1906, d'Ermanno Wolf-Ferrari. Lors de la première exécution du Palestrina de Hans Pfitzner en 1917, au Prinzregententheater de Munich, il est le pape Pie V. On peut également citer les créations de Die Gespenstersonate de Julius Weismann (1930), Das Herz de Hans Pfitzner (1931) et Der Mond de Carl Orff (1939).
Dès 1902, Paul Bender est invité au Festival de Bayreuth. Il se produit aussi au Théâtre de la Monnaie de Bruxelles (1910), au Théâtre des Champs-Élysées à Paris (1914), au Wiener Staatsoper (1916-1917), au Covent Garden Opera de Londres (de 1910 à 1914) et au Théâtre de la ville de Zurich (1915). De 1922 à 1927 on le voit au Metropolitan Opera de New York, en 1926 au Festival de Salzbourg, et en 1938 et 1939, à la Scala de Milan dans Der Ring des Nibelungen.
Au cinéma, il apparaît dans Martha (1907) et Nerven (1919) de Robert Reinert.
Paul Bender s'est produit sur scène jusqu'à peu de temps avant sa mort. Dans les années 30 et 40, il est professeur à l'Académie de musique de Munich. Parmi ses élèves, les plus connus sont Josef Greindl et Hans Hopf.
Bender a épousé la soprano Paula Brand, qui renonce à sa carrière après le mariage. Sa tombe se trouve au Waldfriedhof de Munich (110-W-13).

## Répertoire
- Die Zauberflöte (Wolfgang Amadeus Mozart) : Sarastro
- Die Entführung aus dem Serail (Wolfgang Amadeus Mozart) : Osmin
- Don Giovanni : le Commandeur
- Das Rheingold (Richard Wagner) : Fasolt ; Fafner
- Götterdämmerung (Richard Wagner) : Hagen
- Tristan und Isolde (Richard Wagner) : König Marke
- Die Meistersinger von Nürnberg (Richard Wagner) : Veit Pogner ; Hans Sachs
- Parsifal (Richard Wagner) : Gurnemanz ; Amfortas
- Tannhäuser (Richard Wagner) : Landgraf
- Der Fliegende Holländer (Richard Wagner) : Daland
- Il barbiere di Siviglia (Gioacchino Rossini) : Basilio
- Der Waffenschmied (Gustav Albert Lortzing) : Hans Stadinger
- Martha (Friedrich von Flotow) : Plumkett
- Le Barbier de Bagdad (Peter Cornelius) : Barbier
- Der Rosenkavalier (Richard Strauss) : Ochs von Lerchenau
- Don Quichotte (Jules Massenet) : Don Quichotte
- Fidelio (Ludwig van Beethoven) : Rocco
- Der Mond (Carl Orff) : Petrus
- Palestrina (Hans Pfitzner) : le pape Pie V

## Source de traduction
- (de) Cet article est partiellement ou en totalité issu de l’article de Wikipédia en allemand intitulé « Paul Bender » (voir la liste des auteurs).